# Jumko Ogata Aguilar
Jumko Ogata (Xalapa, Veracruz, 1996) es una activista, escritora, traductora y divulgadora de anti-racismo afrojaponesa y chicana.
Ha escrito para la revista de la Universidad Nacional Autónoma de México, Vogue México, el British Council de México. Es columnista para Coolhuntermx y en 2020 formó parte de la antología Tsunami 2, publicada por Sexto Piso.

## Biografía
Estudió Estudios Latinoamericanos por la Facultad de Filosofía y Letras  de la UNAM y desde 2021 conduce el programa Yo Soy Negra. Cuestionando la tercera raíz del Instituto Mexicano de la Radio.
Para la realización de la película Black Panther fue parte del grupo de latinoamericanistas que asesoraron al elenco en temas de racismo.

## Publicaciones
- En 2020 formó parte de la antología Tsunami 2, publicada por Sexto Piso.[8]
- Es autora de Mi pelo chino, un libro infantil bilingüe ilustrado por Reyna Pelcastre, traducido al mixteco por Nadia López y publicado por la editorial Almadía en 2022.[9][10]
- En 2023 hizo parte de Daughters of Latin America publicado por HarperCollins.[4]
- Tradujo Hermanas del ñame. Mujeres negras y nuestra recuperación de Bell hooks.[11][12]